# Czesław Jursza
Czesław Jursza (ur. 7 lipca 1952) – polski lekkoatleta, średniodystansowiec, medalista halowych mistrzostw Europy.
Zdobył srebrny medal w sztafecie 4 × 4 okrążenia (która biegła w składzie: Krzysztof Linkowski, Lesław Zając, Jursza i Henryk Sapko) na halowych mistrzostwach Europy w 1973 w Rotterdamie.
Był wicemistrzem Polski w sztafecie 4 × 400 metrów w 1973 oraz wicemistrzem halowych mistrzostw Polski w 1973 i brązowym medalistą w 1974 w biegu na 800 metrów. W 1973 wystąpił w biegu na 800 metrów w meczu z reprezentacją Bułgarii (zajął 2. miejsce).
Rekordy życiowe Jurszy:
| Konkurencja         | Data i miejsce            | Wynik  |
| ------------------- | ------------------------- | ------ |
| bieg na 800 metrów  | 18 maja 1975, Bydgoszcz   | 1:48,8 |
| bieg na 1000 metrów | 8 maja 1975, Bydgoszcz    | 2:28,6 |
| bieg na 1500 metrów | 5 sierpnia 1973, Warszawa | 3:46,7 |